# Castillo de Hohenzollern

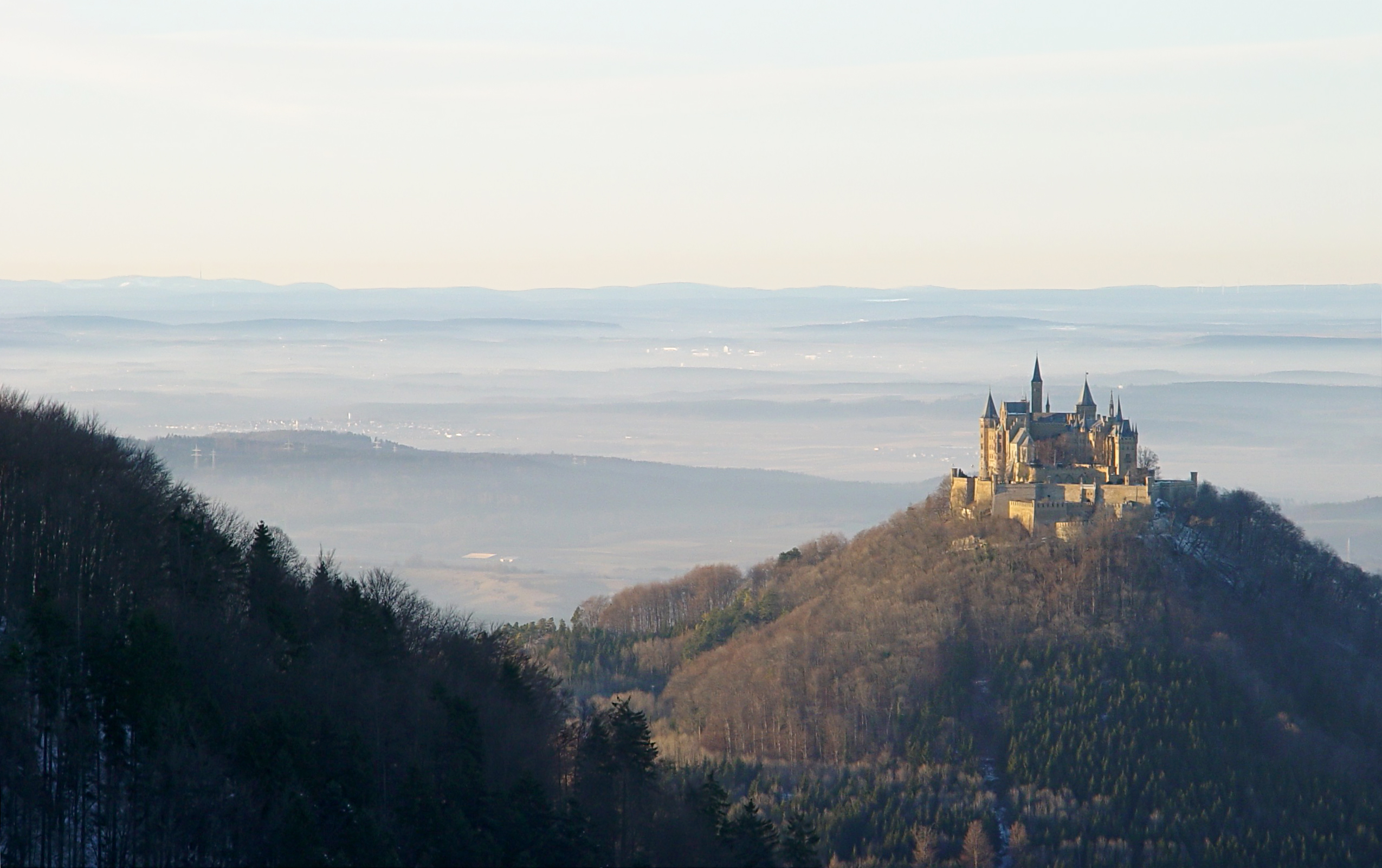
Vista del castillo y su entorno.

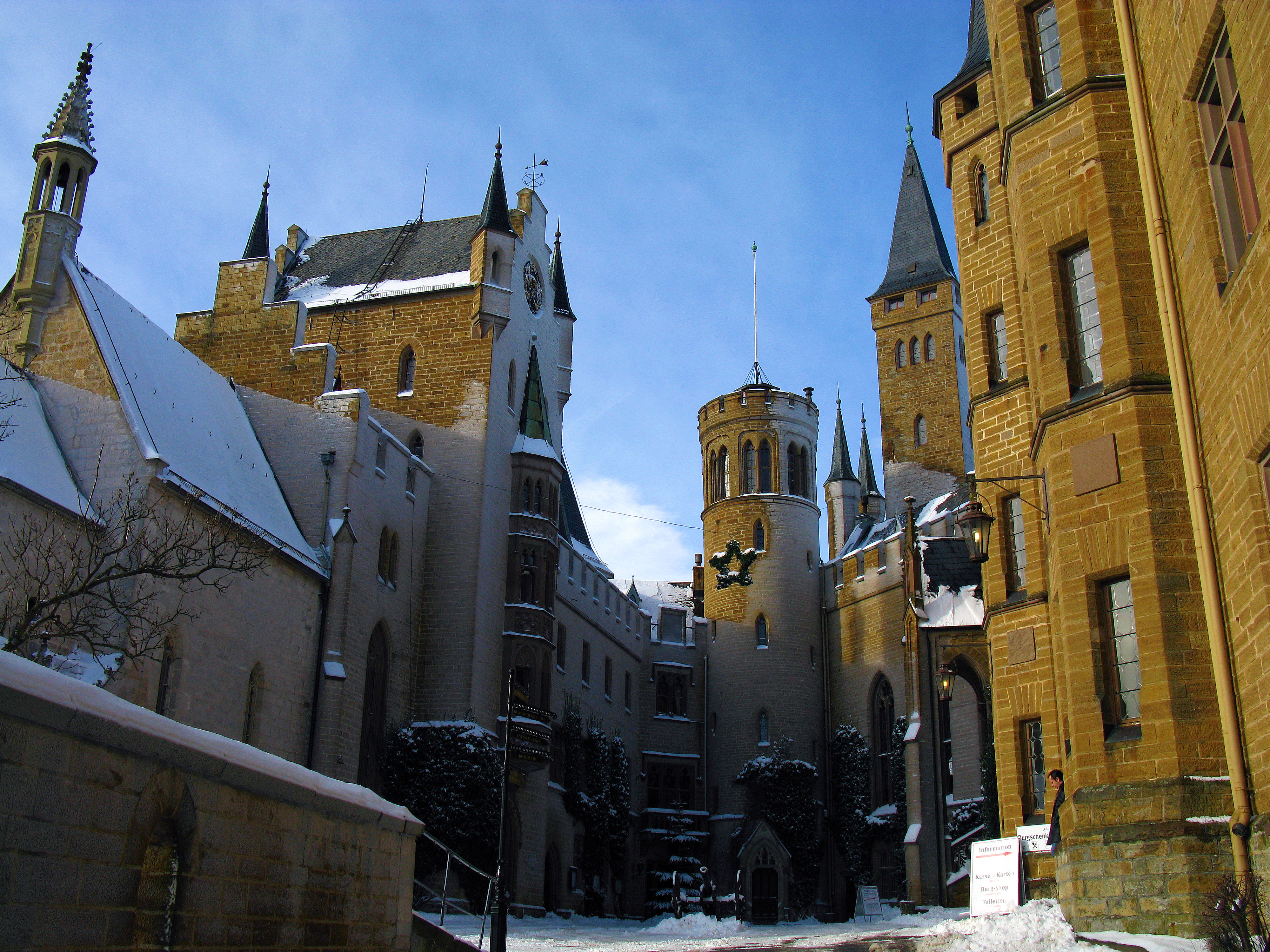
Patio central del castillo.

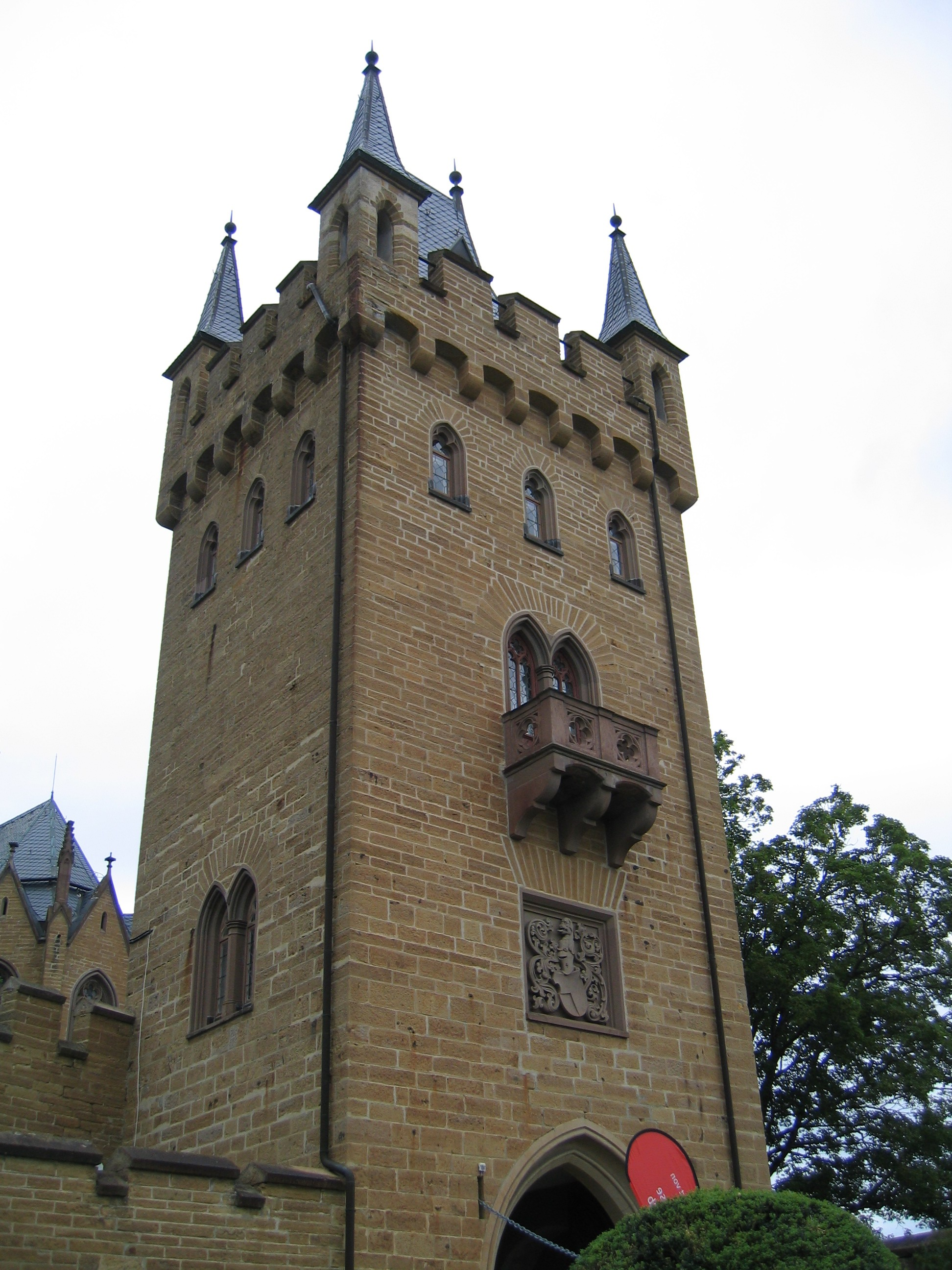
Torre de acceso al castillo.

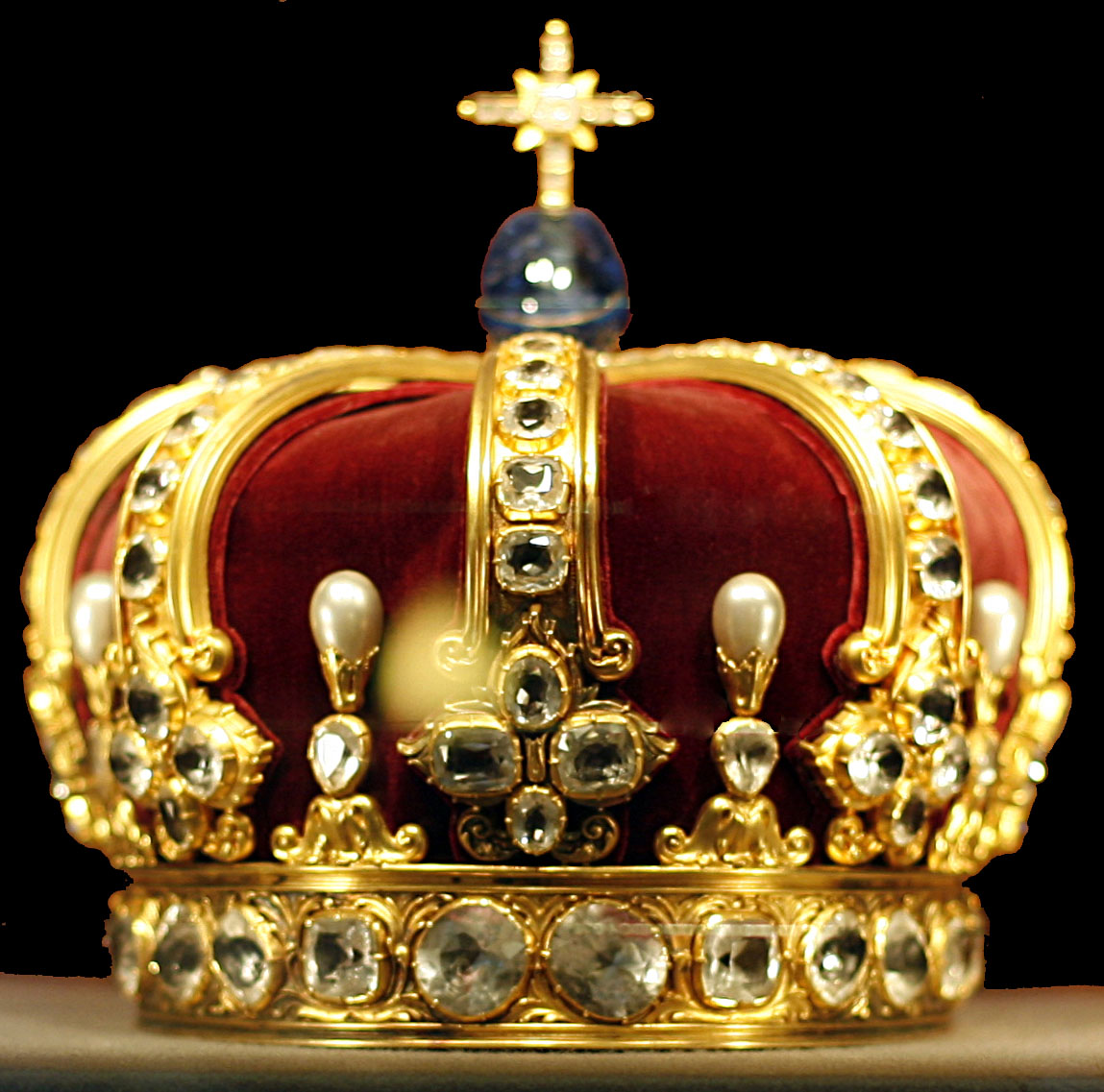
Corona de los reyes de Prusia.

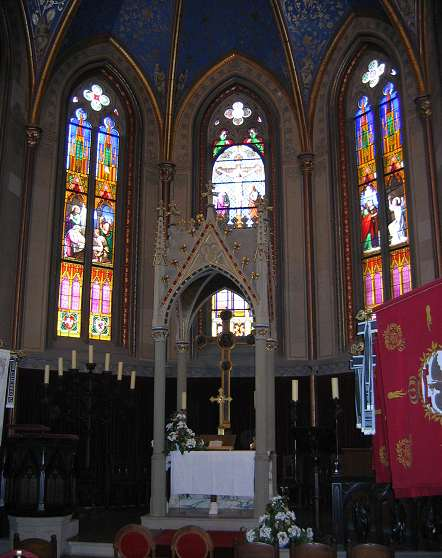
Capilla protestante o "Christuskapelle" del castillo.

El castillo de Hohenzollern (del alemán: Burg Hohenzollern) es un castillo situado 50 kilómetros al sur de Stuttgart vinculado a los orígenes de la dinastía Hohenzollern, familia que llegó al poder durante la Edad Media y gobernó Prusia y Brandeburgo hasta el final de la Primera Guerra Mundial.
El castillo se encuentra en la cumbre del monte Hohenzollern a una altitud de 855 metros, cerca de Hechingen, en el Jura de Suabia. La primera parte del castillo se construyó durante el siglo XI y quedó completamente destruido en 1423 tras un asedio de 10 meses de una alianza de las ciudades imperiales de Suabia.
Entre 1454 y 1461, se erigió un segundo castillo mayor y más sólido que sirvió como refugio a la familia de la dinastía de Hohenzollern, de origen suabo, en tiempos de guerra, incluyendo la guerra de los Treinta Años. A finales del siglo XVIII el castillo había perdido su importancia estratégica y cayó en el abandono, lo que condujo a que muchos de sus elementos fueran derribados. Actualmente el único resto del castillo medieval es la capilla de San Miguel.
Un tercer castillo, que es el actual, fue edificado por orden de Federico Guillermo IV de Prusia entre 1846 y 1867 bajo la dirección de Frederico Augusto Stüler, que se inspiró en la arquitectura neogótica inglesa, así como en los castillos del Loira. El castillo fue concebido como un homenaje a la dinastía Hohenzollern, de manera que ningún miembro de la familia residió en él hasta 1945, fecha en que se mudaron el príncipe Guillermo de Prusia y su esposa Cecilia de Mecklemburgo-Schwerin, que están enterrados en el castillo.
Entre los tesoros históricos que hoy alberga el castillo se encuentra la corona de Guillermo II, algunos efectos personales de Federico II de Prusia y una carta de George Washington en la que agradece al Barón von Steuben el servicio de la Casa de Hohenzollern en la guerra de Independencia de Estados Unidos. El castillo es hoy un destino turístico muy popular.

## Ubicación
El castillo se encuentra a 855 metros sobre el nivel del mar en un cerro conocido como el monte Hohenzollern. Los lugareños llaman a este cerro Zollerberg (montaña de Zoller) o simplemente "Zoller". Localizado al borde del Jura de Suabia, el monte ha prestado el nombre a la comarca, que se conoce como "Zollernalb".

## Historia

### El primer castillo
El primer castillo medieval de la familia Hohenzollern fue mencionado por primera vez  en 1267, en un libro del convento de Stetten, cerca de Hechingen. El castillo, sin embargo, se remonta al siglo XI. En siglo XV fue asediado durante 10 meses por tropas de una liga de ciudades libres de Suabia y totalmente destruido el 15 de mayo de 1423. Todavía existen registros escritos de este primer castillo.

### El segundo castillo
En 1454, a instancias del Conde Jobst Niklas de Zollern, empezó la construcción de un segundo castillo, mucho más fuerte que el anterior y concebido como fortaleza en la que los condes de Hohenzollern pudiesen guarecerse en tiempos de guerra. La planta principal tenía forma de herradura, con tres torres al noroeste. La reconstrucción del castillo efectuada en el siglo XIX respetó la planta medieval. Fue nuevamente capturado por el ejército de Wurtemberg el 3 de abril de 1634, en el curso de la guerra de los Treinta Años. El 1 de noviembre de 1635 la fortaleza sería ocupa por las tropas católicas imperiales. Al final de la guerra pasó a dominio de la dinastía Habsburgo, que lo retuvieron bajo su control durante un siglo. En la guerra de sucesión austriaca (1740-1748) la fortaleza fue ocupada por soldados franceses durante el invierno de 1744-1745. Después de la guerra los Habsburgo volvieron a recuperar el castillo pero rara vez lo ocuparon. El último emperador germánico dejó el castillo en 1798, ya para entonces la fortaleza había caído en el olvido y se encontraba muy deteriorada. En la primera mitad del siglo XIX tan sólo quedaba en pie la capilla de San Miguel Arcángel.

### El tercer castillo
El castillo fue reconstruido por el príncipe heredero, más tarde rey Federico Guillermo IV de Prusia. En 1819, durante un viaje a Italia, la comitiva real atravesó Suabia. El príncipe, deseoso de conocer las raíces de su familia, subió a la cima del monte Hohenzollern donde se encontraban las ruinas del antiguo castillo y decidió reconstruirlo desde cero con un nuevo diseño.
El castillo actual es obra del famoso arquitecto berlinés Federico Augusto Stüler, que había sido nombrado arquitecto real en 1842. El edificio está inspirado en el estilo gótico radiante alemán. La imponente entrada es obra del ingeniero-jefe Moritz Karl Ernst von Prittwitz, que era considerado el mejor experto en fortificaciones de Prusia. Los grupos escultóricos son obra de Gustav Willgohs. El castillo de Hohenzollern es un monumento al Romanticismo alemán e incorpora la visión propia de la época sobre cómo debía ser un castillo caballeresco. En este sentido el castillo de Hohenzollern es similar al castillo de Neuschwanstein en Baviera, pero sin los elementos fantásticos que inundan el castillo bávaro. El castillo sirvió también para engrandecer el prestigio de la familia real prusiana, que había reedificado el castillo de sus ancestros de un modo tan bello y contundente.
La construcción comenzó en 1850 y fue financiada enteramente por el rey de Prusia y la línea Hohenzollern-Sigmaringen de la familia. Después de 17 años, el 3 de octubre de 1867 se finalizaron las obras bajo el reinado del emperador Guillermo I de Alemania. Un terremoto en 1978 dañó partes de la estructura, que estuvieron en reparación hasta los años 90.

### El Salón de los Condes
El Salón de los Condes era el salón de las fiestas y las cenas, y es el mayor y más representativo del castillo. Con su bóveda formada de nervios cruciformes con ornamentos de oro y sostenida por pilares de mármol de Nasáu, se parece mucho a una iglesia de tres naves. En realidad, el arquitecto Stühler utilizó como modelo la iglesia inferior de la Sainte Chapelle en París y la capilla del castillo de Karlstein en Praga. El suelo está hecho con azulejos de Solnhof y mármol de Italia, con los colores de los Hohenzollern, el blanco y el negro.

### La Biblioteca
La Biblioteca en forma de galería, de roble, es la conexión entre los salones de representación y las habitaciones privadas. Los muros están adornados con ocho pinturas del pintor berlinés Wilhelm Peters, representando leyendas y episodios de la historia de los dos primeros castillos.

### El Salón Azul
El Salón Azul era el aposento de la Reina, llamado así por el color azul del tapizado de sus muebles. Con los suelos compuestos de cinco tipos distintos de madera y el artesonado recubierto con una lujosa capa dorada, puede considerarse una de las estancias más esplendorosas del Castillo. Los medallones a lo largo del friso representan a esposas de príncipes electores de Brandeburgo. Las pinturas murales muestran el águila de Prusia con la “A” inicial del nombre de la reina Augusta, esposa de Guillermo I.

### La Cámara del Tesoro
La Cámara del Tesoro se encuentra en la antigua cocina del castillo y contiene objetos preciosos y de gran valor. Recuerdos y objetos de arte, que después de las disputas por la liquidación de los bienes en 1926, les quedaron a los Hohenzollern, fueron expuestos al público por iniciativa del príncipe Luis Fernando de Prusia. En la antesala están expuestas armas y armamento de la Edad Media, como la gran espada Gassenhauer de 1,80 metros.

## Las capillas

### Capilla de San Miguel Arcángel
La capilla es la única parte del castillo actual que sobrevive del antiguo castillo medieval. Fue consagrada en 1461 y desde entonces atiende culto católico. Las vidrieras fueron instaladas a finales del siglo XIII y constituyen una magnífica muestra del gótico alemán. Una de las vidrieras está dedicada al escudo de armas de la familia Hohenzollern, siendo éste el más antiguo de todos los que se conocen. La antesala de la capilla la preside una estatua de San Jorge matando al dragón. Proviene de Rhäzüns, en Suiza, que durante un tiempo perteneció a la familia.

### Capilla del Cristo
Debido a las diferentes confesiones de los miembros de la familia, Federico Guillermo IV mandó construir una capilla para el culto protestante. La capilla, de estilo neogótico, está inspirada en la Sainte Chapelle de París. Las vidrieras son la parte más interesante del templo. Representan el nacimiento y la crucifixión de Jesucristo y a los 12 Apóstoles.
En esta capilla descansaron de 1952 a 1991 los restos mortales de Federico el Grande y de su padre Federico Guillermo I. Ambos sarcófagos se encontraban antes en la Garnisonskirche (Iglesia de la Guarnición) de Potsdam. Durante la Segunda Guerra Mundial, la familia decidió trasladarlos a la iglesia de Santa Isabel de Marburgo para evitar que cayesen en manos del Ejército Rojo. En 1952 el príncipe Luis Fernando de Prusia ordenó el traslado de los restos al castillo de Hohenzollern. Tras la unificación alemana, los sarcófagos regresaron a Potsdam. Federico el Grande descansa en la terraza del Palacio de Sanssouci y Federico Guillermo I en la Friedenskirche (Iglesia de la Paz) de Potsdam.

### Función
Una vez se hubo reconstruido el castillo, no fue nunca ocupado regularmente. La familia Hohenzollern lo utilizó como homenaje a sí misma y como monumento de exposición. Tan sólo el último príncipe heredero de Prusia vivió unos pocos meses en el castillo tras regresar de Potsdam en las postrimerías de la Segunda Guerra Mundial.
Desde 1952 el castillo se ha convertido en un museo y una atracción turística. La colección de objetos históricos que atesora es muy valiosa, y entre ellos destaca la corona de los reyes de Prusia y un uniforme que perteneció a Federico el Grande.
El castillo sigue siendo privado. Dos tercios de la propiedad corresponden a la línea prusiana de la familia Hohenzollern, el tercio restante lo posee la línea suaba de la familia. Desde 1954 el castillo ha sido empleado por la princesa Kira de Prusia como campamento de verano para niños necesitados de Berlín. El castillo de Hohenzollern recibe más de 300.000 visitantes al año, lo que lo convierte en uno de los castillos más visitados de Alemania.